# Kantlavsklotter
Kantlavsklotter (Phacographa glaucomaria) är en svampart som först beskrevs av William Nylander och fick sitt nu gällande namn av Joseph Hafellner. 
Phacographa glaucomaria ingår i släktet Phacographa och familjen Roccellaceae. Inga underarter finns listade i Catalogue of Life.
I den svenska databasen Dyntaxa används istället namnet Opegrapha glaucomaria för samma taxon.  Arten är reproducerande i Sverige.